# Jihad Butleriano
Il Jihad Butleriano, nell'universo fantascientifico di Dune di Frank Herbert, è l'evento costituito dalla grande rivolta contro le macchine dotate di intelligenza artificiale, svoltasi tra il 201 B.G. e il 108 B.G. e guidata da Serena Butler. Frank Herbert nell'originale Ciclo di Dune cita più volte l'evento, ma non descrive i fatti relativi al Jihad Butleriano, che si svolgono millenni prima delle vicende narrate. Nella saga di Dune, il Jihad Butleriano è comunque una parte fondamentale del passato mitico a cui più volte si fa riferimento durante la storia, e che per la sua persistenza nella mentalità dei personaggi del suo universo e la sua importanza per la creazione del contesto costituisce uno dei pilastri della storia futura ideata da Herbert. Il Jihad Butleriano è stato in seguito narrato nella trilogia Legends of Dune, un prequel del ciclo originale, scritto da Brian Herbert e Kevin J. Anderson.
La ribellione contro i computer e le macchine pensanti è mossa dal fondamentale principio religioso della Bibbia Cattolica Orangista che recita "non sfigurare la tua anima". Il carattere religioso della guerra le conferisce l'appellativo di Jihād (جهاد, dall'arabo ǧihād, col significato di "massimo sforzo morale" e, impropriamente, "guerra santa"), e il suo risultato, oltre all'introduzione del tabù contro le macchine pensanti, favoriva lo sviluppo delle capacità degli esseri umani. Nascevano così i mentat, calcolatori umani, persone addestrate a usare la logica al massimo livello; le Bene Gesserit, profonde conoscitrici dell'animo umano, in grado di controllare ogni proprio pensiero e ogni muscolo del corpo, capaci di leggere attraverso i segnali somatici le emozioni delle persone e di comandarle tramite la Voce, ovvero una modulazione della voce e un tono profondamente incisivi sulla mente di chi la ascolta; inoltre, i Navigatori della Gilda Spaziale sostituivano i computer nel trovare nello spazio il percorso da seguire, grazie alla loro prescienza lineare favorita dalla spezia, il melange.

## Ispirazione
Herbert non ebbe il tempo di concepire l'intera storia precedente alla saga di Dune, per cui è probabile che il nome della battaglia sia stato un semplice riferimento a Samuel Butler, un contemporaneo di Charles Darwin, che quattro anni dopo della pubblicazione de L'origine delle specie scriveva:
(Samuel Butler, 1863)

## Legends of Dune
Frank Herbert non fornì molti dettagli sugli avvenimenti del Jihad, ma a partire dal 2002 suo figlio Brian Herbert assieme a Kevin J. Anderson ha narrato tali eventi nella trilogia Legends of Dune. Nei tre volumi si narra di come la specie umana, sottoposta al giogo del supercomputer Omnius e dei cyborg noti come Titani, seppe rialzare la testa, guidata da personaggi come Serena Butler, Vorian Atreides e Xavier Harkonnen. L'opera, pur basata su appunti diretti di Frank Herbert, ha scatenato polemiche in quanto alcuni punti risultano in diretta contraddizione con quanto esposto nei sei libri principali della saga.